# Jule (Greifvögel)

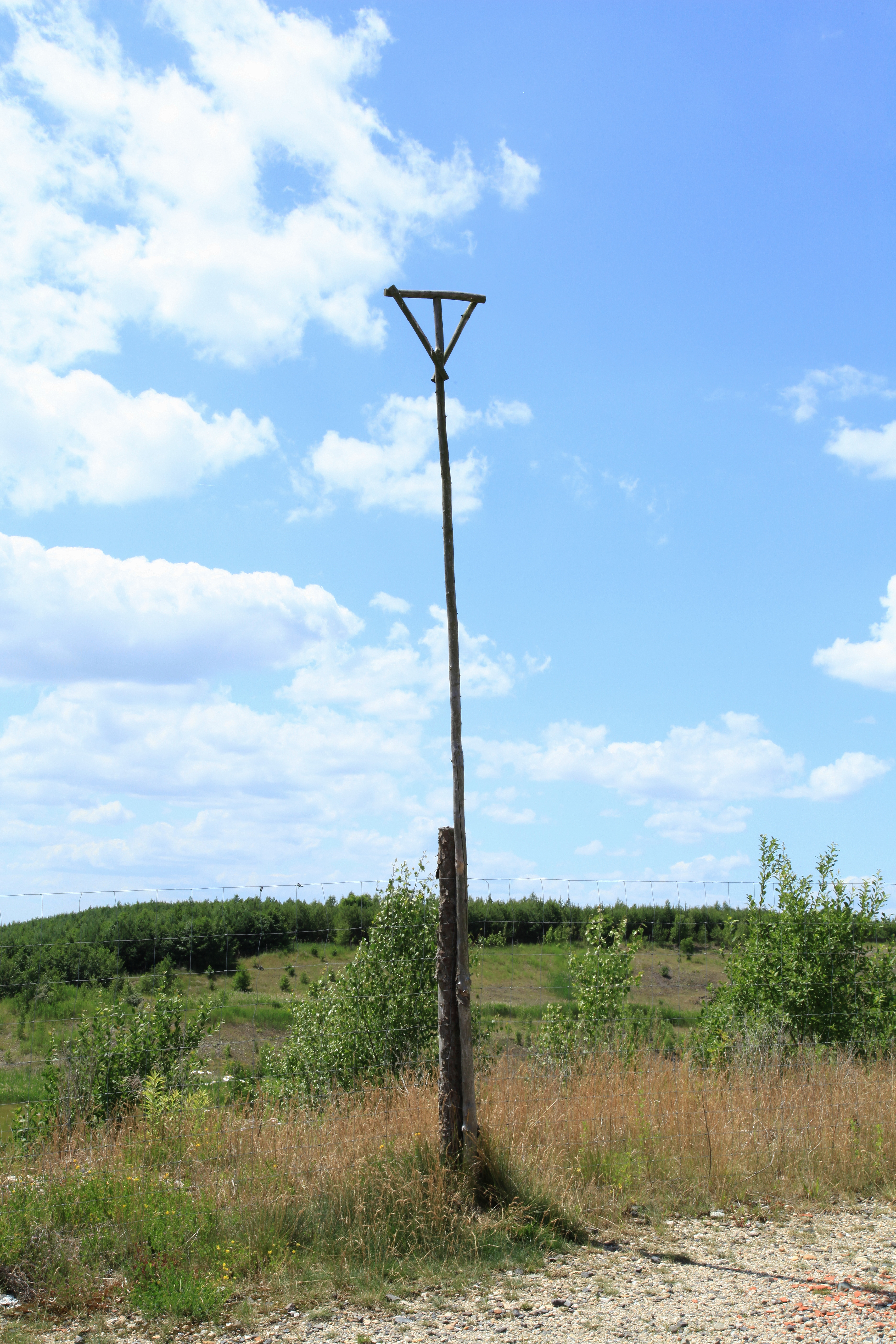
Jule in Schönau-Berzdorf auf dem Eigen

In der Greifvogelhaltung wird der Begriff Jule als Sitzgelegenheit für die Vögel verwendet. Es wird zwischen der Blockjule und der einfachen Jule unterschieden. Als Blockjule wird ein kegelförmiger runder Holzblock verwendet. Die Sitzfläche ist in der Regel mit Kork oder einem gepolsterten Lederbezug versehen. Zum Anbinden des Greifvogels ist ein Eisenring am Block befestigt, an den der Greifvogel mit der Langfessel angebunden wird.
Als Sitzwarte für Lauerjäger wird die einfache Jule oder Sitzkrücke verwendet. Sie besteht aus einer waagerechten Sitzstange, die auf einem drei bis vier Meter hohen Mast angebracht ist. Julen sind häufig auf Streuobstwiesen zu sehen und dienen zum Beispiel Bussarden als Ansitz für die Jagd. Sie werden angebracht, um zu verhindern, dass die Äste junger Bäume, die als potenzieller Anflugplatz dienen könnten, beschädigt werden. Darüber hinaus können sie helfen, die Mauspopulation niedrig zu halten.